# Zaklada Louis-Vuitton
Zaklada Louis-Vuitton (franc. Fondation d'entreprise Louis-Vuitton, engl. Louis-Vuitton Foundation) jest muzej umjetnosti i kulturni centar koji sponzorira grupa LVMH i njezine podružnice. Započela je s radom 2006. godine. Vodi se kao pravno odvojena, neprofitna organizacija u sklopu LVMH-ove promocije umjetnosti i kulture.
Muzej umjetnosti otvoren je u listopadu 2014. Zgradu je projektirao arhitekt Frank Gehry, a smještena je uz Jardin d'Acclimatation u Bois de Boulogne u 16. pariškom okrugu. Godine 2017. više je od 1 400 000 ljudi posjetilo je Fondation Louis-Vuitton.